# Peter von Winter
Peter von Winter, född 28 augusti 1754 i Mannheim, död 17 oktober 1825 i München, var en tysk tonsättare.
Redan som 10-åring spelade Winter fiol i Mannheimorkestern, och enligt honom själv även kontrabas. Som kompositör verkar Winter länge ha varit autodidakt, men han följde Danzis, Webers och Meyerbeers exempel och studerade komposition för Georg Joseph Vogler. När kurfursten Karl Theodor i Mannheim 1778 flyttade till det nya residenset i München, flyttade hovkapellet med tillsammans med Winter, Danzi och Christian Cannabich. Därifrån företog sig nu Winter konsertresor till Wien och tog lektioner för Salieri. 
1787 blev han vicekapellmästare i München och mellan 1791 och 1794 var han i Italien och skrev operor. 1798 blev han hovkapellmästare och behöll titeln fram till sin död. 1811 grundade han Musikaliska akademien, som ännu är verksam under namnet Bayerska statsorkestern och regelbundet ger konserter. 
Winter reste flitigt till Österrike, Italien, Frankrike och England och skrev operor i landets smak. Winters stil var ofta vek men lugn och full med patos och känslor, vilket också var hans personlighet, men han hade en oerhörd förmåga att ändra stil vart än han kom och vilket land han än besökte. Han skrev både komiska och allvarliga italienska operor, tyska sångspel, förromantiska verk och franska grand opera. 
Rossini som träffade Winter i Milano vid premiären av dennes Maometto hade inte mycket till övers för personen Winter. Han såg Winter som lätt excentrisk med hygien, eftersom han åt med fingrarna som en människa i orienten. Däremot gillade han Winters musik, såsom några av den aktuella operans melodier, exempelvis  terzetten i andra akten.
Winters opera Das unterbrochene Opferfest eller Den avbrutna offerfesten från 1796 var en gång extremt populär, vilket visas av variationerna över Kind, willst du ruhig schlafen av Beethoven (WoO 75). Med operan Das Labyrinth, eller Labyrinten från 1798 försökte sig Winter på en fortsättning på Mozarts opera Trollflöjten, vilket han inte var ensam om.

## Urval av operor
- Helena und Paris 5. febr. 1782 München
- Der Bettelstudent oder Das Donnerwetter, 2 akter Paul Weidmann, ursprungligen uppfört 1776 på Wiener Burgtheater, drama, efter Cervantes La Cueva de Salamanca UA 2. Febr. 1785 München EA Wien, Theater in der Josefstadt 1785; Warszawa 1793; Budapest 1801; Berlin 1802; Prag 1785 (Tjeckiska., som halvopera; uppförd i Tyskland med musik av andra tonsättare, i Berlin 1851, Weimar 1882)
- Circe, 1788 Monaco Ej uppförd
- Catone in Utica, våren 1791, Teatro San Benedetto, Venedig
- Antigona, hösten 1791, Teatro San Carlo, Neapel
- Il sacrificio di Creta, karnevalen 1792 Teatro San Benedetto Venedig
- I Fratelli Rivali, november 1793 Teatro San Benedetto Venedig
- Belisa, karnevalen 1794 San Samuele Venedig
- Ogus, 1795 Prag
- I due vedovi, karnevalen 1796 Wien
- Das unterbrochene Opferfest, 14 juni 1796 Theater am Kärntnertor Wien
- Babylons Pyramiden, 2 akter, Schikaneder, 25 oktober 1797 Wien, Theater an der Wien, en efterföljare till Trollflöjten, 1:a akten av Mederitsch,  2:a av Winter
- Das Labirint oder Der Kampf mit den Elementen, 12 juni 1798 Theater an der Wien, Wien
- Marie von Montalban, 28 januari 1800 München
- Tamerlan, 14 september 1802 Grand Opéra Paris
- La Grotta di Calipso, 31 maj 1803 His Majesty's Theatre London
- Il trionfo dell'amor fraterno, 22 mars 1804 His Majesty's Theatre London
- Il ratto di Proserpina, 3 maj 1804 His Majesty's Theatre London, text av da Ponte
- Zaira, 19 januari 1805 His Majesty's Theatre London, text av Filippo Pananti
- Maometto, 28 januari 1817 Scala Milano, Text av Felice Romani
- I due Valdomiri, karnevalen 1818 Milano, text av Felice Romani
- Etelinda Opera seria, våren 1818 Milano, text av Gaetano Rossi